# SAXS (espalhamento de raios-X a baixo ângulo)

## Introdução
Técnicas de espalhamento de raios x (λ: 0.5 – 2.0 Å) são técnicas analíticas e não destrutivas empregadas para analisar a forma e o tamanho de partículas tão pequenas que não podem ser vistas a olho nu (dimensões nanométricas; 1 nm = {\displaystyle 10^{-9}} m) analisando a forma com que a radiação é espalhada pelo objeto. A radiação (λ) é emitida da fonte, paralelamente incidindo sobre a amostra, onde ocorre o espalhamento (λ’), que será coletado por um detector. Todas essas técnicas operam baseadas no principio de interferência construtiva e, como não existe diferença de energia entre os fótons incidentes e os fótons espalhados, o espalhamento é considerado completamente elástico. (λ = λ’)  
A primeira aplicação conhecida relacionava-se unicamente a cristalinidade, mas graças a avanços tanto no campo experimental, quanto no teórico, descobriram-se outras aplicações, dentre elas o estudo da estrutura atômica do material, da sua composição química e das propriedades físicas. São baseadas na intensidade de espalhamento dos raios x incidentes na amostra; sabendo-se que essa intensidade é uma função do ângulo de espalhamento e que o espalhamento é caracterizado pela lei de reciprocidade, que fornece uma relação inversa entre o tamanho da partícula e o ângulo de espalhamento 2θ. 

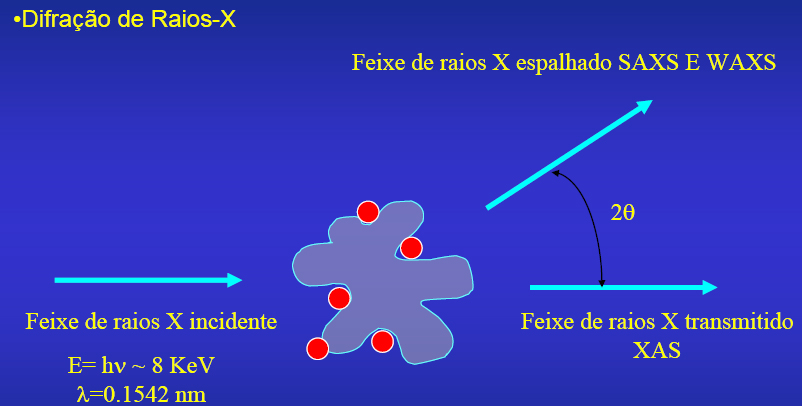
Esquema DRX

Na difração de raios x (DRX), de acordo com a lei de Bragg, o ângulo de difração θ é inversamente proporcional a distância entre os planos de rede da amostra e costuma ser grande em cristais comuns porque d é da mesma magnitude que o comprimento de onda dos raios x. Houve, porém a necessidade de usar DRX a baixos ângulos para tornar possível medir as grandes distâncias entre os planos de rede de outros materiais, como minerais e moléculas complexas. 
Foi experimentalmente observado que certas amostras causam um espalhamento intenso e contínuo sem produzir os efeitos típicos de difração que existem em um padrão comum de raios X. Isso se deve ao fato de que o espalhamento está ligado a existência de inomogeneidades no material, cujas dimensões são nanométricas.  Logo, o termo baixo ângulo refere-se a caracterização de estruturas com dimensões de ordem nanométricas onde a intensidade do espalhamento é medida de acordo com ângulos 2θ aproximadamente 0°;  ou seja, quando a direção de espalhamento é quase a mesma do raio incidente. 
Feixes de raios x podem ser providenciados por fontes de síncrotron, ou por outras fontes, mas as primeiras são favorecidas nessa técnica pois elas produzem feixes fortes e bem colimados, adequados para esse experimento. 
Entre as amostras que podem ser usadas, encontram-se soluções de macromoléculas biológicas (ex: proteínas), nanocompósitos, polímeros sintéticos, estruturas porosas, coloides, etc. O importante é que a amostra possua inomogeneidades de densidade eletrônica.

## Teoria
No espalhamento de raios x a baixo ângulo, o raio-x atravessa a amostra e interage com os elétrons do material, fazendo-os oscilarem senoidalmente. A radiação emitida de cada elétron é espalhada e as ondas secundárias espalhadas interferem umas com as outras, cancelando-se completamente em algumas direções (interferência destrutiva). Considerando ângulos pequenos, as diferenças de fases entre as ondas são menores e a intensidade alcança seu máximo quando 2θ=0°, onde todas as ondas estão em fase (interferência construtiva).
 
Os elétrons também sofrem espalhamento Compton (inelástico.) Como não existe uma ligação entre as fases da onda incidente com a espalhada, os comprimentos de ondas espalhados não sofrem interferências um com o outro. Porém, como a intensidade do espalhamento Compton dentro do alcance de baixo ângulo é fraca, sua contribuição para essa técnica pode ser negligenciada. 
A intensidade de espalhamento produzida por um material é uma função do ângulo de espalhamento e do vetor de espalhamento q, e suas características estão relacionadas a densidade eletrônica ρ(r) por uma transformada de Fourier. Logo, o objetivo final dos cientistas, muitas vezes, é determinar a função ρ(r), que descreve completamente a estrutura do material, através do espalhamento medido experimentalmente. 
O vetor de espalhamento  q  é definido como a diferença entre os vetores  Q  e  Q’ , que possuem módulos iguais a 2π/ λ e que têm as mesmas direções do feixe espalhado e do incidente, respectivamente. Como tanto  Q  e  Q’  são proporcionais ao momento linear dos fótons ( p = (h/2π) Q);  
{\displaystyle q=(2\pi /h)\delta p}    e      {\displaystyle |q|=4\pi sen\theta /\lambda }
Onde h é a constante de Planck. Unindo a segundo fórmula com a de interferência construtiva de fenda dupla {\displaystyle (dsen\theta =\lambda )} , encontramos o diâmetro do objeto a ser caracterizado:  
{\displaystyle d=2\pi /q}
O problema da análise consiste na dedução do tamanho, da forma, da massa e até da densidade eletrônica através da curva de espalhamento. É necessário que se conheça uma partícula modelo, cujo espalhamento seja equivalente ao observado. Em outras palavras, é necessário que a curva de espalhamento da partícula modelo concorde com o erro experimental da curva a ser analisada. 
Para uma partícula anisotrópica e esférica, é preciso calcular o espalhamento para cada direção e calcular uma média dos resultados. Uma das diferentes técnicas para isso envolve a função de distribuição de elétrons(ρ(r)), que é obtida através de considerações geométricas. A curva de espalhamento I é obtida por ρ(r) através da inversão de Fourier. 
{\displaystyle I_{1}(q)=4\pi \int \rho (r)r^{2}(sen(qr)/qr)dr}
No caso de uma partícula que contém poucas inomogeneidades, a densidade eletrônica pode ser considerada constante. Caso contrário, será necessário calcular experimentalmente a função de correlação gama (ɣ (r)),e a fórmula para calcular a intensidade I de uma única partícula será:  
{\displaystyle I_{1}(q)=4\pi \int \gamma (r)r^{2}(sen(qr)/qr)dr}
Para sistemas isotrópicos compostos de partículas do mesmo tamanho isoladas, a intensidade de espalhamento pode ser considerada o resultado do seguinte produto: 
{\displaystyle I(q)=NI_{1}(q)S(q)};
Onde N é o número de partículas por unidade de volume, {\displaystyle I_{1}} é a intensidade de espalhamento de uma única partícula e S(q) é a função estrutural. Se o sistema for diluído, S(q) = 1.  Nesse caso se é permitido aplicar a aproximação de Guinier, para valores pequenos de q correspondentes ao começo da curva de espalhamento, que relaciona a intensidade de espalhamento ao raio de giro (RG) da partícula. 
{\displaystyle R_{G}=(1/v\int _{v}r^{2}dv)^{1/2}}
Para os valores altos de q, usa-se a lei de Porod: 
{\displaystyle I(q)\sim Sq^{-4}} , onde S é a superfície da partícula.
Para sistemas de duas densidades eletrônicas, consistindo de partículas homogêneas com densidade {\displaystyle \rho _{1}} e uma matriz com densidade constante {\displaystyle \rho _{0}} ,
{\displaystyle I_{1}(q)=(\rho _{1}-\rho _{0})^{2}v\int _{0}^{Dmax}4\pi \rho (r)r^{2}(sen(qr)/qr)dr}
Onde v é o volume da partícula e Dmax é sua dimensão máxima.

## Aplicações
As aplicações típicas do SAXS envolvem determinar a estrutura em micro ou nano escala de um sistema de partículas, em função dos seguintes parâmetros: tamanho das partículas, forma, distribuição, razão entre a área e o volume. Com o avanço da nanotecnologia, muitos materiais nanoestruturados com propriedades químicas e físicas interessantes vêm sendo desenvolvidos e, para entender as propriedades não-usuais que eles apresentam, é necessário conhecer informações estruturais sobre eles, o que é possível através dessa técnica.
Os padrões conseguidos não fornecem informações sobre a morfologia diretamente; o resultado de um experimento de SAXS é essencialmente a intensidade da Transformada de Fourier da densidade eletrônica e precisa ser interpretado para determinar a morfologia da amostra.
As amostras podem ser sólidas ou líquidas e podem conter domínios sólidos, líquidos ou gasosos do mesmo material ou de outro, sem gastar muito tempo de preparação, (as amostras líquidas podem ser medidas em capilares, por exemplo, e as amostras de fibra podem ser medida simplesmente através da suspensão da fibra no feixe.)  Conceitualmente, técnicas de espalhamento a baixo ângulo (SAS – Small Angle Scattering) são simples: a amostra é exposta a radiação (raios-x ou nêutrons) e a radiação espalhada é medida por um detector.
A técnica de SAXS também é amplamente utilizada no estudo de proteínas, permitindo a determinação de informações estruturais em solução. Ela é capaz de fornecer informações sobre o tamanho, a forma e a conformação de proteínas, bem como a sua interação com outras moléculas em solução.  Além disso, a SAXS pode ser utilizada para monitorar mudanças conformacionais induzidas por condições ambientais, como pH, temperatura e presença de ligantes. Com sua capacidade de analisar amostras em solução, a SAXS permite estudar proteínas em seu estado nativo e fisiológico, tornando-se uma ferramenta de grande importância em estudos biológicos.
Existe um problema ligado à análise dos dados, uma vez que o resultado do espalhamento pode ser considerado ambíguo. A maioria dos detectores mede apenas a intensidade da Transformada de Fourier e não a informação sobre a fase, complicando a interpretação da data. A perda dessa informação reflete nas incógnitas: forma da partícula e poli dispersão, que, consequentemente, não poderão ser obtidas separadamente. A forma da partícula só pode ser calculada se as informações sobre a dispersão são conhecidas e vice-versa, exigindo informações complementares.
Outro problema é a separação entre a intensidade espalhada fraca e o raio principal. A maior parte das fontes de raios-x produzem feixes divergentes, o que acaba por agravar o problema. Uma solução é o uso de instrumentos de colimação, que tornam paralela a trajetória do feixe, com a maior precisão possível. 